# Maxim Wassiljewitsch Balmotschnych
Maxim Wassiljewitsch Balmotschnych (russisch Максим Васильевич Балмочных; * 7. März 1979 in Lipezk, Russische SFSR) ist ein ehemaliger russischer Eishockeyspieler, der im Verlauf seiner aktiven Karriere unter anderem für die Mighty Ducks of Anaheim in der National Hockey League gespielt hat.

## Karriere
Maxim Balmotschnych begann seine Karriere als Eishockeyspieler in seiner Heimatstadt beim HK Lipezk, für dessen Profimannschaft er in der Saison 1995/96 sein Debüt in der Wysschaja Liga, der zweiten russischen Spielklasse, gab. Anschließend verbrachte der Flügelspieler zweieinhalb Jahre beim HK Lada Toljatti aus der Superliga, in denen er auch zwei Spiele für dessen Ligarivalen HK Traktor Tscheljabinsk bestritt. Zudem wurde er im NHL Entry Draft 1997 in der zweiten Runde als insgesamt 45. Spieler von den Mighty Ducks of Anaheim und im CHL Import Draft desselben Jahres ebenfalls in der zweiten Runde von den Océanic de Rimouski an 55. Position ausgewählt. Zunächst beendete er die Saison 1998/99 bei den Remparts de Québec in der kanadischen Juniorenliga QMJHL, ehe er von 1999 bis 2002 für die Cincinnati Mighty Ducks, das Farmteam Anaheims, in der American Hockey League spielte. Für die Mighty Ducks of Anaheim selbst lief der Russe in der Saison 1999/2000 in sechs Spielen in der National Hockey League auf, in denen er eine Torvorlage gab und zwei Strafminuten erhielt. 
Für die Saison 2002/03 kehrte Balmotschnych in die Superliga zurück, in der er einen Vertrag bei Sewerstal Tscherepowez erhielt. Anschließend verbrachte er eine weitere Spielzeit in der AHL bei den Albany River Rats, ehe er von 2004 bis 2006 für seinen Heimatclub HK Lipezk in der Wysschaja Liga auf dem Eis stand. Die Saison 2006/07 überbrückte der Linksschütze beim HK Dinamo Minsk in der belarussischen Extraliga. Nachdem er die folgende Spielzeit bei Metallurg Nowokusnezk in der Superliga begonnen hatte, beendete er sie erneut bei Dinamo Minsk in Belarus. Für den Hauptstadtclub tritt der ehemalige russische Junioren-Nationalspieler seit der Saison 2008/09 in der neu gegründeten Kontinentalen Hockey-Liga an. Parallel spielte er in seinen ersten beiden KHL-Jahren für Dinamos Kooperationspartner HK Homel bzw. HK Schachzjor Salihorsk in der Extraliga. Zur Saison 2010/11 kehrte er nach Belarus zurück und ging für den HK Homel aufs Eis, ehe Balmotschnych noch im selben Jahr innerhalb der belarussischen Extraliga zum HK Brest wechselte. Es folgten zwei Saisonen beim HK Lipezk, ehe der Russe seine aktive Karriere beendete.

### International
Für Russland nahm Balmotschnych im Juniorenbereich an den U20-Junioren-Weltmeisterschaften 1998 und 1999 teil. Bei beiden Turnieren wurde er in das All-Star Team berufen und gewann mit seiner Mannschaft die Silber- bzw. Goldmedaille. Insgesamt erzielte er in 14 Spielen fünf Tore und gab elf Vorlagen.

## Erfolge und Auszeichnungen
- 1998 Silbermedaille bei der U20-Junioren-Weltmeisterschaft
- 1998 All-Star-Team bei der U20-Junioren-Weltmeisterschaft
- 1998 Bester Vorlagengeber der U20-Junioren-Weltmeisterschaft (gemeinsam mit Olli Jokinen, Kamil Piroš und Eero Somervuori)
- 1999 Goldmedaille bei der U20-Junioren-Weltmeisterschaft
- 1999 All-Star-Team bei der U20-Junioren-Weltmeisterschaft